# Владимир (Кантарян)
Митрополи́т Влади́мир (рум. Mitropolitul Vladimir, в миру Николай Васильевич Кантаря́н, рум. Nicolae Vasilievici Cantarean; род. 18 августа 1952, с. Коленковцы, Хотинский район, Черновицкая область, Украинская ССР, СССР) — епископ Русской православной церкви; с 21 июля 1989 — предстоятель самоуправляемой Православной церкви Молдовы Московского патриархата с титулом митрополит Кишинёвский и всея Молдовы; постоянный член Священного синода Русской православной церкви с 2000. Ректор Кишинёвской духовной семинарии с 1995 и Кишинёвской духовной академии с 17 июля 1997. Настоятель храма Троицы Живоначальной в Конькове города Москвы. Заслуженный человек Молдавии (рум. Om Emerit; 2014).

## Биография
Родился 18 августа 1952 года в селе Коленковцы Хотинского района Черновицкой области Украинской ССР в православной семье потомственного лесничего. По национальности — молдаванин.
В 1969 году окончил среднюю школу в родном селе, в 1970-м — профессионально-техническое училище.
В 1970—1973 годах служил в рядах Советской армии в Севастополе в частях обеспечения тыла Черноморского флота ВМФ СССР; завершил срочную службу в звании главного корабельного старшины.
В 1973—1974 годах работал шофёром при Смоленском епархиальном управлении и иподиаконом епископа Смоленского и Вяземского Феодосия (Процюка).
22 мая 1974 года был рукоположён во диакона; 22 мая 1976 года — во пресвитера к Успенскому кафедральному собору Смоленска.
В 1976—1981 годах заочно учился в Московской духовной семинарии.
В 1981—1989 годах — клирик Никольского кафедрального собора в Черновцах: в 1983 возведён в сан протоиерея; в 1983—1989 — секретарь Черновицкого епархиального управления.
В 1983—1989 годах заочно учился в Московской духовной академии.
29 ноября 1987 года был пострижен в монашество; 7 января 1988 года возведён в сан игумена, к Пасхе 1988 года — в сан архимандрита.
7 июля 1989 года на заседании Священного синода Русской православной церкви избран епископом Кишинёвским и Молдавским. Хиротония состоялась 21 июля 1989 года в кафедральном  Богоявленском соборе в Елохове города Москвы.
С 13 сентября 1989 по 1995 год был членом Комиссии Священного синода по вопросам издательства и церковной печати.
В феврале 1990 года выдвигался кандидатом в народные депутаты Молдавской ССР, но выборы проиграл.
К Пасхе 1990 года патриархом Московским и всея Руси Пименом возведён в сан архиепископа. 8 мая 1990 года вошёл в состав Синодальной Библейской комиссии.
21 августа 1992 года возведён в сан митрополита.
В декабре 1994 года в докладе на Архиерейском соборе Русской православной церкви патриарх Алексий II поблагодарил митрополита Владимира и подведомственное ему духовенство за верность каноническому порядку и твёрдость, проявленную в преодолении раскола.
С 1995 года — ректор Кишинёвской духовной семинарии.
17 июля 1997 года назначен ректором новообразованной Кишинёвской духовной академии.
В 1990, 1992, 1996 и 1999 годах был временным членом Священного синода Русской православной церкви. Решением Юбилейного Архиерейского собора в августе 2000 избран постоянным членом Священного синода Русской православной церкви.
1 сентября 2015 года распоряжением патриарха Кирилла назначен настоятелем храма Введения во храм Пресвятой Богородицы в Барашах города Москвы, при котором открыто представительство Кишинёвско-Молдавской митрополии. 12 апреля 2021 года указом патриарха Кирилла представительство перемещено в храм Троицы Живоначальной в Конькове, митрополит Владимир назначен настоятелем Троицкого храма с освобождением от должности настоятеля храма Введения во храм Пресвятой Богородицы в Барашах.
4 декабря 2017 года патриархом Московским и всея Руси Кириллом удостоен права ношения второй панагии.
Помимо молдавского гражданства, имеет российское гражданство. Румынский политик Евгений Томак сказал, что митрополит Владимир имел румынское гражданство.

## Награды

### Награды Русской православной церкви
- Медаль преподобного Сергия Радонежского I степени (1979)
- Крест с украшениями (1988)
- Второй крест с украшениями (1988)
- Золотой наперсный крест и палица (1988)
- Орден Святого равноапостольного великого князя Владимира II степени (1999)
- Юбилейная Патриаршая грамота (2000)
- Орден Преподобного Сергия Радонежского II степени (2002)
- Орден Преподобного Серафима Саровского II степени (2005)
- Орден Преподобного Сергия Радонежского I степени (2012)[9]
- Орден Преподобного Сергия Радонежского III степени (2014)
- Орден Преподобного Серафима Саровского III степени (2017)
- Орден Святителя Алексия, митрополита Московского II степени (2019) — во внимание к усердным архипастырским трудам, в связи с 30-летием архиерейской хиротонии и 30-летием управления Кишинёвской епархией[10]
- Орден Преподобного Серафима Саровского I степени (2022) — во внимание к заслугам и в связи с 70-летием со дня рождения[11]

### Награды Поместных православных церквей
- Орден святой равноапостольной Марии Магдалины (1979, Польская православная церковь)
- Орден Гроба Господня (2000, Иерусалимская православная церковь)

### Государственные награды

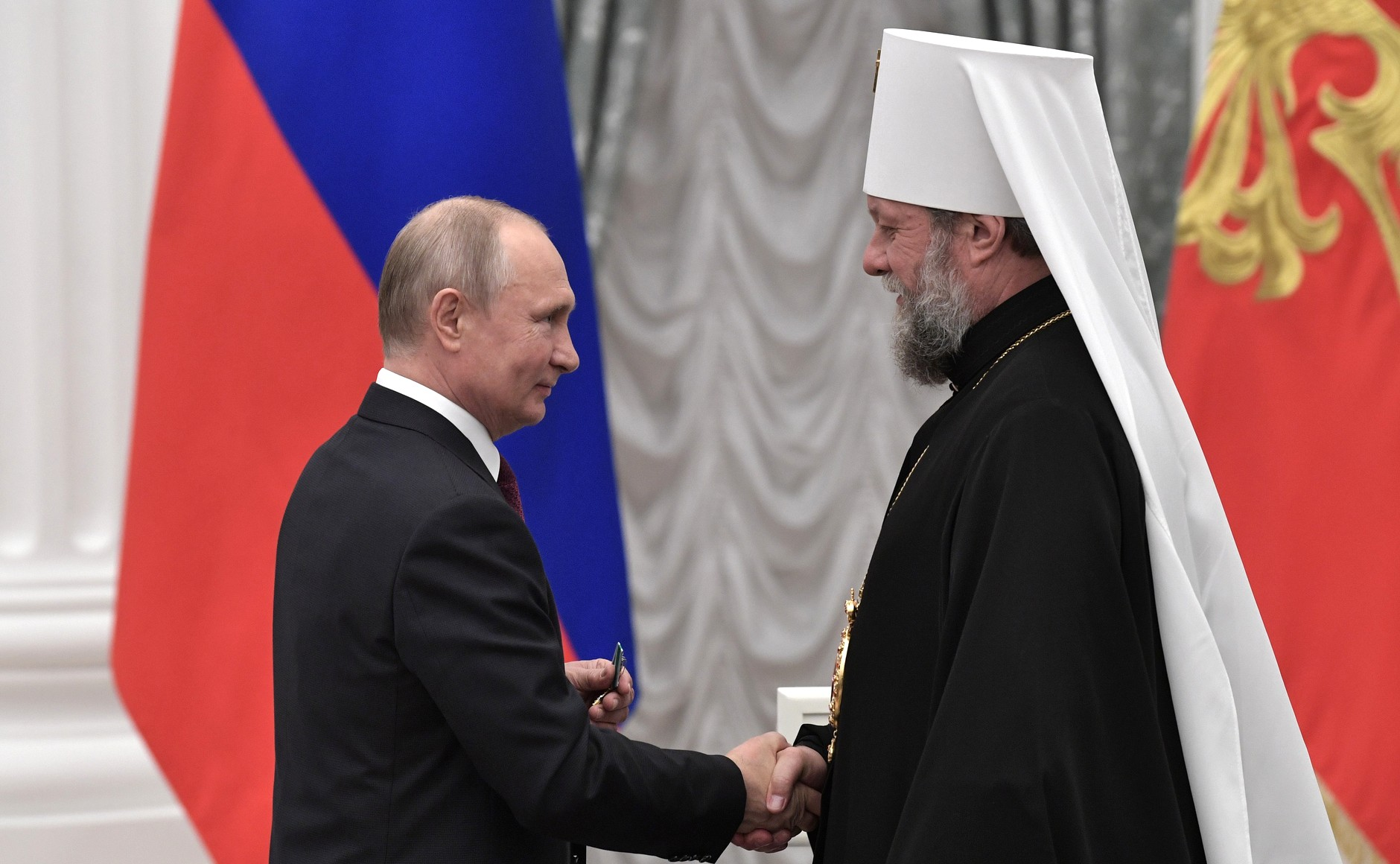
Церемония награждения орденом Дружбы,
23 мая 2019 года

- Орден Республики (28 июля 1999, Молдавия) — в знак признания особых заслуг в духовном и нравственном возрождении общества[12]
- Орден «Богдан-Основатель» (10 июня 2011, Молдавия) — за особые заслуги в духовном и нравственном возрождении общества, вклад в продвижение православно-христианских ценностей и реставрацию культовых сооружений[13][14][15]
- Заслуженный человек Молдавии (18 июля 2014, Молдавия) — в знак высокого признания особых заслуг в духовном и нравственном возрождении общества, за значительный вклад в продвижение православно-христианских ценностей и реставрацию культовых сооружений[16]
- Орден Дружбы (25 октября 2018, Россия) — за большой вклад в сохранение русского культурного и духовного наследия в Республике Молдова, плодотворную деятельность по укреплению российско-молдавского сотрудничества[7][17]

### Иные награды
- Почётная грамота Президиума Советского фонда мира (1979)
- Императорский и Царский Орден Святого Станислава (1998)
- Почётная грамота Президиума Академии наук Молдавии (1999)
- Почётный академик Международной кадровой академии при ЮНЕСКО (1999)
- Орден «За развитие науки и образования» Международной кадровой академии при ЮНЕСКО (2000)
- Орден «Возрождение» Дворянского собрания Республики Молдова (2002)
- Почётный доктор Российского государственного социального университета (25 апреля 2011)[18].
- Почётная грамота Совета МПА СНГ (29 ноября 2018 года, Межпарламентская ассамблея СНГ) — за активное участие в деятельности Межпарламентской  Ассамблеи и её органов, вклад в укрепление дружбы между народами государств — участников Содружества Независимых Государств[19].